# NGC 2424
NGC 2424 is een balkspiraalstelsel in het sterrenbeeld Lynx. Het hemelobject werd op 6 februari 1885 ontdekt door de Franse astronoom Édouard Jean-Marie Stephan.

## Synoniemen
- UGC 3959
- MCG 7-16-9
- ZWG 206.15
- FGC 649
- IRAS 07372+3920
- PGC 21558